# Silke Müller
Silke Müller (11. studenog 1978.) je njemačka hokejašica na travi i igračica dvoranskog hokeja. Igra u veznom redu. 
Svojim igrama je privukla pozornost njemačkog izbornika, što joj je dalo mjesto u izabranoj vrsti.
Bila je sudionicom OI 2004. u Ateni, na kojima je osvojila zlatno odličje. 

## Sudjelovanja na velikim natjecanjima
- 2000. - dvoransko europsko prvenstvo u Beču, zlatno odličje
- 2002. – svjetsko prvenstvo u Perthu, 7. mjesto
- 2003. – Champions Challenge u Cataniji, zlatno odličje
- 2003. – europsko prvenstvo u Barceloni, brončano odličje
- 2004. – izlučna natjecanja za OI 2004. u Aucklandu, 4. mjesto
- 2004. – olimpijske igre u Ateni, zlatno odličje
- 2004. – Trofej prvakinja u Rosariju,  srebrno odličje
- 2005. – europsko prvenstvo u Dublinu, srebrno odličje
- 2005. – Trofej prvakinja u Canberri, 5.
- 2006. - dvoransko europsko prvenstvo u Eindhovenu, zlatno odličje
- 2006. – Trofej prvakinja u Amstelveenu, zlatno odličje
- 2006. – svjetsko prvenstvo u Madridu, 8. mjesto

## Vanjske poveznice
- Profil na Hockey Olympici  Arhivirana inačica izvorne stranice od 27. lipnja 2006. (Wayback Machine)